# Phlebiella boidinii
Phlebiella boidinii är en svampart som beskrevs av Tellería, Melo & M. Dueñas 1997. Phlebiella boidinii ingår i släktet Phlebiella, ordningen Polyporales, klassen Agaricomycetes, divisionen basidiesvampar och riket svampar.   Inga underarter finns listade i Catalogue of Life.